# Éther de glycol

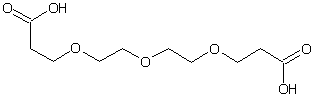
Formule de l'acide dicarboxylique, un éther de glycol.

La dénomination éther de glycol couvre une famille de produits chimiques dont il existe plus de 80 dérivés ; une trentaine au moins étant produits et utilisés par l'industrie. En raison de leur toxicité, ils sont interdits dans les produits d'usages courants, mais ils restent très utilisés dans certains processus où ils sont substitués aux solvants habituels inflammables et/ou réputés plus nocifs encore.
Ce sont en effet des solvants amphiphiles ; à la fois solubles dans l'eau et les graisses, ce qui leur confère des propriétés très particulières appréciées pour de nombreux usages techniques et industriels. Mais cette même propriété les rend contaminants pour les organismes vivants, animaux notamment. Certains ont une toxicité reconnue, notamment lors d'exposition en milieu industriel et pour certains métiers.
Exemples d'éthers de glycol : 2-butoxyéthanol et 2-phénoxyéthanol.
Dans les pays riches où ces produits sont omniprésents, la population générale en semble largement imprégnée, bien qu'à faibles doses. Ses effets chroniques sont mal évalués.

## Caractéristiques
- Incolores.
- Moyennement volatils.
- Odeur agréable, légèrement éthérée.

On les classe en deux groupes dont les propriétés sont proches, mais qui ont des toxicités différentes :
- les dérivés de l'éthylène glycol (dits « éthers de type E »), de formule générale R-O-(CH2-CH2)n-O-R' ;
- les dérivés du propylène glycol (dits « éthers de type P »), de formule générale R-O-[CH2-CH(CH3)]n-O-R' (isomère alpha).

## Production
La production est significative. À titre d'exemple, ce sont en France, environ 30 000 t d'éthers de glycol qui sont utilisés par an :
- 17 000 t pour les éthers de la famille éthylénique ;
- 12 500 t pour ceux de la famille propylénique ;
- huit éthers de glycol éthylénique et cinq propylénique sont vendus à plus de 500 t par an.

Ils sont pour moitié utilisés comme agent solvant dans les peintures, encres et colles à raison de 40 % environ de dérivés éthyléniques et 60 % de dérivés propyléniques. Les éthers de glycols éthyléniques tendent à diminuer au profit des éthers propyléniques. Il y a cinq ans, cette répartition était de 75 %/25 %.

## Usages
Outre un usage en amont comme solvant, dégraissants, fluides de coupes, agents de nettoyage ou d'extraction par exemple, on en trouve dans les produits courants non alimentaires, tels que peintures, encres, vernis, teintures, colles, adhésifs, détergents, décapants, traitements anticorrosion, nettoyants de vitres, mais aussi dans certains produits pharmaceutiques et cosmétiques, solutions de colorations pour cheveux.

## Toxicologie
Leur toxicité varie selon les familles de produit, qui sont métabolisés de façon différente par les organismes. 
Les éthers de type P (propylénique) sont rapidement éliminés par l'expiration (d'ailleurs souvent déjà dégradés en propylène glycol et en alcool puis en dioxyde de carbone).
Au contraire, les éthers de type E (éthyléniques) ne sont pas éliminés et sont dégradés par l'organisme en métabolites, dont certaines sont plus toxiques que la molécule-mère ; les éthers de glycols éthyléniques sont dégradés en éthylène glycol (toxique), en aldéhydes, qui donnent eux-mêmes naissance à des acides.

### Voies de pénétration et cinétique dans l'organisme
Pour les données récentes, voir le rapport Inserm 2006.
De par leurs caractéristiques chimiques, les éthers de glycol pénètrent très facilement la barrière cutanée et les muqueuses animales (la peau des animaux y est plus ou moins perméable ; un contact direct avec sa forme liquide permet une contamination très significative, mais selon l'Inserm (2006), la peau d'un adulte humain en absorbe deux à trente fois moins que celle du rat (selon le composé considéré)). On peut penser que l'absorption est plus importante chez les enfants où la peau est plus fine.
La quantité de produit pénétrant la peau est variable selon le type d'éther ; plus le poids moléculaire est faible (EGME > 2PG1ME > EGEE > EGEEA > EGnPE > DEGME > DEGEE > DEGBE), mieux la molécule pénètre dans la peau et le corps, sans accumulation ni métabolisation constatée dans la peau elle-même (ni in vitro, ni in vivo).
La pénétration est accrue si ces éthers de glycol sont solubilisés dans de l'eau ou de l'éthanol. Quand il fait chaud, la pénétration est plus importante ; la pénétration varie ainsi de 20 à 2 800 μg h−1 cm−2.
Les éthers de glycol passent ainsi dans le sang et se répandent dans le corps, avec contamination fœtale possible.
Ils peuvent aussi traverser la muqueuse pulmonaire lors de la respiration (inhalation d'aérosols du produit ou de particules l'ayant absorbé, en milieu professionnel par exemple) ; des volontaires expérimentalement exposés à un air contenant des vapeurs de divers éthers de l’éthylène glycol ont permis de montrer que 50 à 80 % de la quantité inhalée passait directement la muqueuse pulmonaire (le taux d'absorption varie selon les dérivés, et les poumons en absorbent d'autant plus que la concentration dans l'air est élevée).
Plus rarement ils sont absorbés par voie digestive, accidentellement, lors d'une tentative de suicide, ou via des aliments contaminés. Dans ce cas, sauf pour les polyéthers de glycol ayant un nombre de résidus éthers supérieur à 5, tous les éthers testés (voie orale) ont été en totalité absorbés par l’organisme, un très faible pourcentage (moins de 5 %) étant retrouvé dans les fèces.
Les professionnels semblent de loin les plus exposés à des contaminations aiguës ou chroniques, et ceci dans de nombreux secteurs d'activité (peinture, aéronautique, le bâtiment, mécanique, entreprises de nettoyage, industrie électronique, salons de coiffure, sérigraphie). Environ un million de salariés y seraient ainsi directement exposés.
Ces éthers étant peu volatils, c'est principalement via la peau qu'il pénètrent les organismes animaux et humains.

### Toxicité aiguë
La toxicité aiguë existe et semble notamment liée à la métabolisation primaire en éthylène glycol, lequel est un toxique avéré, provoquant une intoxication dont les symptômes en cas d'ingestion sont : polyurie (en raison du pouvoir osmotique de l'éthylène glycol), suivie de nausées et vomissements, ébriété, puis somnolence et coma. L'intoxication aiguë peut donc être grave en cas de forte exposition et d'ingestion accidentelle. Elle se traduit dans l'organisme par des troubles neurologiques, hématologiques, métaboliques et rénaux sévères ; en particulier une acidose métabolique provoque une élévation du  « trou anionique » à la suite de la formation d'acide glycolique produit par une enzyme (l'alcool déshydrogénase, ou ADH). Des cristaux d'oxalate de calcium (terme final de la métabolisation de l'éthylène glycol) précipitent alors dans les tissus, entraînant dans les cas graves une insuffisance rénale aiguë, un coma, un œdème pulmonaire, accompagnés d'un état de choc, avec insuffisance cardiaque et défaillance multiviscérale. Une hyperglycémie, hyperleucocytose et hypocalcémie peuvent induire des myoclonies, crises de tétanie et convulsions, avant l'insuffisance rénale. S'il y a guérison, des séquelles rénales et neurologiques peuvent exister.

### Toxicité des faibles doses et de l'exposition chronique
Deux éthers de glycol ont une toxicité avérée. l’Afsset a préconisé en 2008 que la prévention professionnelle soit renforcée pour ces deux substances (2-éthoxyéthanol (EGEE) classé reprotoxique de catégorie 2 et DEGME, classé reprotoxique de catégorie 3). Ils ne sont autorisés que pour certains usages  industriels. Avant 2008, il existait peu d’études écotoxicologiques toxicologiques et épidémiologiques sur les autres éthers de glycol. À la suite de la démonstration de la toxicité de certains éthers de glycol (dans les années 1980), la directive européenne 76/769/CEE a imposé une restriction d’usage pour dix molécules classées reprotoxiques, (transposée en France en 1997.
En 2003, l’Agence française de sécurité sanitaire de l’environnement et du travail a été saisie sur la question de l’exposition des individus aux éthers de glycol. Une expertise collective de l’Inserm a en 2006 fait un point toxicologiques avant (en février 2008) d’aboutir à un rapport sur l’exposition des professionnels et de la population en France. À partir de ces deux sources, l’AFSSET a rendu un avis sur les connaissances disponibles pour 47 éthers de glycol dont certains sont source de dangers potentiels pour les travailleurs et/ou la population. Ceux qui sont actuellement classés reprotoxiques sont consacrés à des usages professionnels et constitueraient 0,4 % du total (soit 130 tonnes par an). L’Afsset signale trois éthers de glycol très utilisés en France pour lesquels des incertitudes demeurent ; le propylène glycol monométhyl éther (PGME) parce qu’il contient une impureté reprotoxique de catégorie 2 (4) difficilement séparables du produit car de structure chimique très proche.
L’Afsset étudie en 2008 la pertinence du seuil légal de 0,5 % d’impuretés contenues dans l’éther de glycol en France. L’Afsset demande des recherches supplémentaires concernant une autre impureté de synthèse pour le PGEE, un des éthers de glycol les plus utilisés et de l’éthylène glycol phényléther (EGPhE) un conservateur utilisé dans la moitié des produits cosmétiques. L’application de la directive Biocides et/ou du règlement Reach devraient aussi compléter ces connaissances.
Des dosages urinaires faits en France montrent que la population est réellement exposée à ces produits et à deux de molécules suspectes (EGPhE et une impureté du PGME), mais sans conclusion possible sur le risque étant donné le manque de valeur de référence pour la plupart des éthers de glycol (et il en va de même pour les indices biologiques d’exposition (IBE). L’Afsset pose aussi la question d’éventuelles synergies entre plusieurs éthers de glycol et/ou de leurs impuretés « dans le cas où deux impuretés classées reprotoxiques sont présentes dans un même produit à un taux inférieur à 0,5 %, le cumul de leurs taux pourrait excéder le seuil de sécurité », ce qui invite à réévaluer certains seuils légaux.
L’Afsset insiste aussi à un étiquetage et une information plus claire et transparente, dont sur les aspects toxicologiques. Le risque écotoxicologique, plus large est encore moins exploré.

### Effets d'une exposition chronique à de faibles doses
Ils sont mal connus. Certaines données semblent aller dans le sens d'une plus grande sensibilité de l'être humain par rapport aux autres espèces animales. Le suivi de salariés exposés aux éthers de glycol a mis en évidence plusieurs impacts sur la santé :
- cytopénies sanguines : les globules blancs (polynucléaires neutrophiles sont les plus touchés. Leur délétion semble avoir une origine centrale, médullaire. Ceci entraîne un impact sur l'immunité. Ce phénomène est réversible : la cytopénie disparaît après arrêt de l'exposition aux éthers de glycols ;
- infertilité masculine et féminine et troubles de la reproduction : les EGME, EGEE et leurs acétates affectent la fonction reproductive masculine (diminution de la concentration du sperme, oligospermie). Des troubles graves de la fertilité féminine ont aussi été signalés dans des professions exposées : cycles menstruels irréguliers ou de durée anormale, difficultés à concevoir, toxicité sur l'embryon et avortements spontanés, ainsi que des malformations congénitales ;
- effet génotoxique, à l'origine de malformations : quelques éthers de glycol pénètrent les noyaux cellulaires et altèrent la structure du génome, et son fonctionnement, avec de graves conséquences sur la croissance et le développement cellulaires ;
- cancérogénicité : elle est discutée et semble possible en raison de l'effet génotoxique avéré d'une partie des éthers de glycol, mais les épidémiologistes n'ont pas confirmé d'effet cancérigène direct[7]. Des cas de cancers de l'estomac, du testicule, de leucémies myéloïdes aiguës ont été rapportés[8].

### Traitement
Les effets de l'éthylène glycol sont combattus par un apport hydrique, des bicarbonates en perfusion, l'inhibition du métabolisme de l'éthylène glycol par l'alcool éthylique (utilisation délicate en raison des effets secondaires, dont l'ébriété) et élimination des métabolites toxiques par hémodialyse. Des dérivés pyrazolés sont utilisés comme antidote ; 4-méthylpyrazole (4-MP) ou fomépizole [9-12] qui inhibent l'ADH, sans effet secondaire connu,,,.